# Massapequa
Massapequa é um hamlet e uma região censo-designada da vila de Oyster Bay, localizada no estado americano de Nova Iorque, no Condado de Nassau. Possui mais de 21 mil habitantes, de acordo com o censo nacional de 2020. A Grande Massapequa, inclui North Massapequa, East Massapequa e Massapequa Park. É servida pela estação Massapequa e pela estação Massapequa Park na Long Island Rail Road.

## Geografia
De acordo com o Departamento do Censo dos Estados Unidos, a região tem uma área de 10,3 km², dos quais 9,2 km² estão cobertos por terra e 1,1 km² (10,9%) por água.

## Demografia

### Censo 2020
Segundo o censo nacional de 2020, a sua população é de 21 355 habitantes e sua densidade populacional de 2 316,9 hab/km². Houve um decréscimo populacional na última década de -1,5%.
Possui 7 375 residências que resulta em uma densidade de 800,1 residências/km² e uma redução de -0,4% em relação ao censo anterior. Deste total, 3,0% das unidades habitacionais estão desocupadas. A média de ocupação é de 3,0 pessoas por residência.
A renda familiar média é de 132 133 dólares e a taxa de emprego é de 64,0%.

### Censo 2010
Segundo a estimativa de 2009, a maioria étnica dos habitantes de Massapequa é composta por brancos (97,42%). Os afro-americanos representam 0,17%,  0,02% eram descendentes de índios, 1,27% eram asiáticos, 0,03% tem origem nas Ilhas do Pacífico, 0,37% são de outras raças, e 0,73% possuem duas ou mais raças. 2,59% da população eram de origem hispânica ou de ascendência latina.
A idade média dos residentes da vila é de 41 anos, maior a da média do estado de Nova Iorque (35,9 anos), enquanto que a renda média foi de 107.181 dólares.

## Moradores ilustres
- Brian Baldinger, jogador de futebol americano
- Alec Baldwin, ator
- Phil Baroni, lutador de MMA
- Matt Bennett, ator
- Tom Burke, jogador de futebol americano
- Joe Donnelly, senador pelo estado de Indiana
- Michael Dougherty, roteirista
- Elliot Easton, guitarrista da banda The Cars
- Andre Eglevsky, bailarino
- Andy Glazer, jogador de pôquer
- Steve Guttenberg, ator
- Jessica Hahn, modelo
- Marvin Hamlisch, compositor
- Charlie Kaufman, roteirista e diretor de cinema
- Hal Lester, guitarrista e artista gráfico
- Mark LoMonaco, wrestler
- James Naughtin, ator
- Yvette Nelson, modelo e atriz
- Slim Jim Phantom, músico
- Lee Rocker, músico
- Jerry Seinfeld, ator e comediante
- Helen Slater, atriz
- Bobby Slayton, ator e comediante
- Dennis Vitolo, ex-piloto de automobilismo
- A.J. Applegate, atriz pornô